# José María Rodríguez Coso
José María Rodríguez Coso (Sabadell, Barcelona, 11 de septiembre de 1959) es un diplomático español. Es Embajador de España en Bélgica (desde 2025).

## Biografía

### Familia
Nació en la localidad barcelonesa de Sabadell en 1959. Su padre, oriundo de Puente Nuevo, junto a Ribadeo, fue uno de los fundadores de la compañía Winterthur. Él hablaba alemán y después de haber trabajado en Suiza se trasladó en los años cincuenta primero a Barcelona y después a Sabadell, de donde era su mujer.

### Formación
Comenzó su formación académica en la Academia Miralles, prosiguiéndo el bachillerato en los Institutos del Corazón de María, y de Sabadell-Terrassa. Tras licenciarse en Derecho en la Universidad Autónoma de Barcelona, ingresó en la carrera diplomática (1988).

### Carrera diplomática
Ha estado destinado en las representaciones diplomáticas españolas en Abu Dabi (Emiratos Árabes Unidos), Nueva Delhi (India), Buenos Aires (Argentina), La Habana (Cuba), Lisboa (Portugal), Marruecos (cónsul general de España en Agadir).
También ha sido embajador en la República de Irlanda (2014-2018), y cónsul general de España en Perpiñán (2018-2022).
De regreso a España, ha sido jefe del Área de Representaciones Extranjeras; jefe de Asia Continental; subdirector general de Viajes y Visitas Oficiales, Ceremonial y Órdenes; e introductor de embajadores (2011).
Rodríguez Coso habla ocho idiomas: castellano, catalán, portugués, italiano, francés, inglés, alemán, holandés y árabe y tiene nociones básicas del sueco y del búlgaro.
Fue el embajador de España en el Gran Ducado de Luxemburgo desde 2022 a 2025.
En enero de 2025 fue ascendido a la categoría de Ministro Plenipotenciario de primera clase.
En junio de 2025 fue nombrado Embajador de España en Bélgica.